# 姜文骏
姜文骏（1990年1月30日—），出生于辽宁大连，足球运动员。现效力河北华夏幸福，司职前卫 。

## 球员生涯
2007年，姜文骏在上海浦东中邦队开始了自己的职业生涯。2010年底，中邦和上海东亚两队整合，姜文骏赴上海东亚试训未果后，以零身价加盟了家乡球队大连阿尔滨。加盟大连阿尔滨后，姜文骏一共只获得三次正式比赛出场机会（含一场2011年中国足协杯）。2013年，姜文骏与阿尔滨的于子千、薛亚男一同外租中乙新军青岛海牛效力一个赛季。2014年，姜文骏正式转会加盟青岛海牛。

## 联赛出场纪录
最後更新：2012年11月5日    
| 赛季 | 俱乐部       | 國家 | 出场 | 入球 |
| ---- | ------------ | ---- | ---- | ---- |
| 2007 | 上海七斗星   | 中国 | 4    | 0    |
| 2008 | 无锡中邦     | 中国 | 5    | 0    |
| 2010 | 上海浦东中邦 | 中国 | 12   | 0    |
| 2011 | 大连阿尔滨   | 中国 | 1    | 0    |
| 2012 | 大连阿尔滨   | 中国 | 1    | 0    |